# Paris Hilton
Paris Whitney Hilton (Nova Iorque, 17 de fevereiro de 1981) é uma personalidade da mídia americana, empresária, socialite, modelo, cantora, atriz e DJ norte-americana. Ela é a bisneta de Conrad Hilton, fundador da Hilton Hotels. Nascida em Nova Iorque e criada em Beverly Hills, Califórnia. Hilton começou sua carreira de modelo como um adolescente, quando ela assinou com a agência de Donald Trump, Trump Model Management. Seu estilo de vida e rumores de relacionamentos de curta duração fez uma característica de notícias de entretenimento, e Hilton foi proclamada "líder It girl de New York" em 2001. Em 2003, uma fita de sexo com Hilton e seu então namorado Rick Salomon, mais tarde lançada como 1 Night in Paris, foi tornada pública. Lançada apenas três semanas antes da estreia do reality show The Simple Life, no qual ela estrelou ao lado de sua amiga de longa data Nicole Richie, a fita de sexo se tornou uma sensação na mídia. The Simple Life continuou por cinco temporadas e deu à Hilton reconhecimento internacional.
Em 2004, Hilton lançou seu livro Confessions of an Heiress, que se tornou um best-seller do New York Times, em 2005, ela apareceu no filme de terror House of Wax e, em 2006, seu álbum homônimo, Paris, foi lançado mundialmente; alcançou o número seis na Billboard 200, com seu single de estréia, "Stars Are Blind", rapidamente se tornando um hit em todo o mundo. Hilton voltou aos reality show em 2008 com a franquia Paris Hilton My New BFF, em 2011 com The World According to Paris, e novamente em 2018 com Hollywood Love Story. Seus grandes papéis no cinema incluem os filmes Raising Helen (2004), Repo! The Genetic Opera (2008) e The Bling Ring (2013), de Sofia Coppola, bem como os documentários Paris, Not France (2008), Teenage Paparazzo (2010) e The American Meme (2018). Em 2012, Hilton fez sua estreia como DJ no Pop Festival, em São Paulo, com muita repercussão pública. Entre 2013 e 2017, ela realizou a residência "Paris Hilton: Foam & Diamonds" na boate Amnesia, em Ibiza, e de acordo com a Time, estabeleceu-se como a DJ feminina mais bem paga em 2014. Ela assinou um contrato com a Cash Money Records em 2013, e desde então lançou os singles "Good Time" (2013), "Come Alive" (2014), "High Off My Love" (2015) e "I Need You" (2018).
Críticos e admiradores têm dito que Hilton é famosa por ser famosa, exemplificando a celebutante: uma celebridade não através de talento ou trabalho, mas através de riqueza herdada e estilo de vida. Ainda assim, Hilton é considerada um ícone da cultura pop da década de 2000. Ela tem apostado sua fama em perfumes e uma linha de moda com a sua aprovação; só sua marca de perfumes gerou mais de US$ 3 bilhões em receita. Além do Azure Beach Club Paris Hilton um resort em Manila, nas Filipinas, há atualmente 50 lojas Paris Hilton em todo o mundo e 19 linhas de produtos de cuidado com a pele e cabelos, bolsas, relógios e calçados. Hilton ganha mais de US$ 10 milhões por ano em empreendimentos comerciais, e desde 2017, ela recebeu cerca de US$ 300 mil por comparecimentos em clubes e eventos.

## Início de vida e antecedentes
Irmã de Nicky Hilton, Paris se mudou para várias residências exclusivas quando era criança, incluindo uma suíte no Waldorf-Astoria Hotel em Manhattan, Beverly Hills e nos Hamptons. Foi aluna na Escola Marywood-Palm Valley em Rancho Mirage, California, Dwight School em Nova Iorque e alguns meses na Escola Canterbury em New Milford, Connecticut de onde foi expulsa em 1999.

### 1981-2002: Início da vida e da carreira
Hilton nasceu em New York City. Sua mãe, Kathy Hilton (née Kathleen Elizabeth Avanzino), é uma socialite e ex-atriz; seu pai, Richard Howard "Rick" Hilton, é um homem de negócios. Hilton é a mais velha de quatro filhos; ela tem uma irmã, Nicholai Olivia "Nicky" Hilton (nascido em 1983), e dois irmãos: Barron Hilton Nicholas II (nascido em 1989) e Conrad Hilton Hughes III (nascido em 1994). Seu bisavô paterno foi Conrad Hilton, fundador da Hilton Hotels. Hilton tem ascendência norueguesa, alemã, italiana, inglesa, irlandesa e escocesa, sendo descendente paterna do rei João de Inglaterra. Ela mudou-se com frequência em sua juventude, vivendo em uma suíte no Hotel Waldorf-Astoria, em Manhattan, Beverly Hills e os Hamptons. Quando criança, ela era amiga de outros socialites, incluindo Nicole Richie e Kim Kardashian. 
Crescendo em Los Angeles, Hilton participou da Buckley Escola e São Paulo da Escola Apóstolo, terminando o ensino fundamental em 1995.seu primeiro ano do ensino médio (1995-1996) foi gasto na Escola Vale Marywood-Palma em Rancho Mirage, Califórnia. Em 1996, Hilton e sua família deixou a Califórnia para a Costa Leste. Aos 16 anos, Hilton passou um ano no Canyon Escola de Provo para adolescentes emocionalmente perturbados. Mais tarde revelou que foi vítima de abusos físicos e psicológicos na enquanto frequentava a Provo Canyon School. Paris alega que foi espancada, drogada, abusada (verbalmente, mentalmente e sexualmente) e forçada a ficar num confinamento sozinha. O conjunto destas experiências resultou numa série de outros problemas, nomeadamente insónias, depressão, problemas de confiança e pesadelos constantes. Em seguida, ela frequentou a Escola de Canterbury em New Milford , Connecticut da queda de 1998 a fevereiro de 1999 (seu primeiro ano), onde era um membro da equipe de hóquei no gelo. Em fevereiro de 1999 Hilton foi expulso de Canterbury por violar as regras da escola, retornando para a escola Dwight antes de abandonar a alguns meses depois. Mais tarde, ela ganhou uma certificação de GED.

Hilton começou a modelar quando criança, originalmente em eventos de caridade. Quando ela tinha 19 anos ela assinou com a agência de modelos de Donald Trump, T Management. Hilton disse que ela "queria modelar", Trump queria em sua agência e ela estava "amando" o trabalho. Enquanto modelagem, ela tornou-se uma característica diária de notícias de entretenimento para sua festa.; de acordo com a Vanity Fair, Cisco Adler (produtor da torta do Sweetie, em que Hilton agiu) chamou de "uma menina de partido novo que é sugado para dentro a cena da festa LA e cresceu um pouco rápido demais". Em 2001 Hilton desenvolveu um reputação como uma socialite; ela foi chamada "do New York líder It Girl", cuja fama começava a "estender além dos tablóides de Nova York". Por essa época, ela fez uma aparição no Zoolander e apareceu em várias capas de revistas, incluindo Tatler do Reino Unido, Giola da Itália e Vanity Fair os EUA "e FHM. Hilton também apareceu no vídeo" Honey Bunny "de Vincent Gallo.em 2002, ela desempenhou um papel principal no filme de terror straight-to-video, Nine Vidas. De acordo com Beyondhollywood.com, "A presença da Hilton no elenco é o principal ponto de comercialização do filme, o que é claramente evidente pelo fato de que ela é frente e no centro na arte da caixa e é o único nome reconhecível no elenco". O site observou que sua personagem era, basicamente, ela mesma:?. "Hilton joga-o que mais -a socialite americana mimada que lojas em três continentes em um só dia o script é mesmo esperto o suficiente para levar alguns jabs no Hilton de real-vida social de pé, nem mesmo mencionar que ela esteve na capa de alguns trapos sobranceria em seu dia ".Nesse ano Hilton se envolveu com moda e com o modelo Jason Shaw, mas eles se separaram no início de 2003.

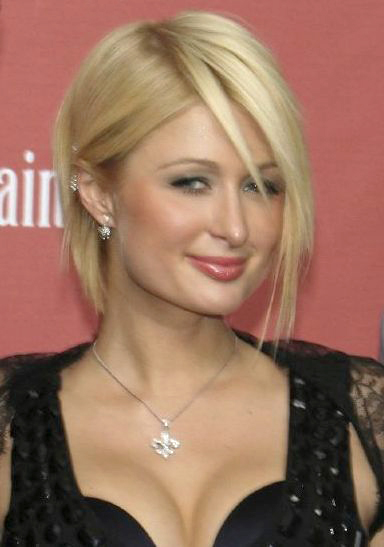
Paris em 2007

### 2003–05:The Simple Lifee avanço
Em 2003 engravidou aos 22 anos, mas resolveu interromper a gravidez, realizando um aborto querendo priorizar sua carreira de atriz. "Eu estava assustadíssima e com o coração partido", escreveu em sua biografia 'Paris: the memoir'.
Papel da fuga de Hilton veio em 2003, quando ela co-estrelou com seu homólogo socialite Nicole Richie no reality show Fox The Simple Life. A série estreou em 2 de dezembro de 2003, logo após o lançamento da fita de sexo de Paris Hilton The Simple Life tinha boas classificações.; seu primeiro episódio atraiu 13 000 000 espectadores, aumentando adulto 18-49 classificação do Fox por 79 por cento. Ela ficou conhecida por uma persona loira burra na tela.; após a série terminou, ela disse várias vezes que ela interpretou um personagem (e não a si mesma) sobre o show. Em 2003, Hilton começou um relacionamento com o cantor Nick Carter, que durou até o ano seguinte.
A socialite introduziu uma marca de estilo de vida em 2004, ajudando a criar uma coleção bolsa para a marca japonesa Samantha Thavasa. A linha de jóias projetado pelo Hilton foi vendido na Amazon.com ela disse que queria "criar uma linha que era bonito e muito alta qualidade, mas acessível e disponível para todos" A jóia foi "inspirada . por style-feminino, paquera e glamourosa, com coração, estrela e motivos cruzada pessoal de Hilton "no outono de 2004 Hilton lançou uma autobiografia co-escrito por Merle Ginsberg, Confissões de uma herdeira: a Tongue-in-Chic espiada
A socialite introduziu uma marca de estilo de vida em 2004, ajudando a criar uma coleção bolsa para a marca japonesa Samantha Thavasa. A linha de jóias projetado pelo Hilton foi vendido na Amazon.com;. ela disse que queria "criar uma linha que era bonito e muito alta qualidade, mas acessível e disponível para todos" A jóia foi "inspirada . por style-feminino, paquera e glamourosa, com coração, estrela e motivos cruzada pessoal de Hilton "no outono de 2004 Hilton lançou uma autobiografia co-escrito por Merle Ginsberg, Confissões de uma herdeira: a Tongue-in-Chic espiada por trás da pose,com fotos coloridas e conselhos sobre a vida como uma herdeira o livro foi sétimo na lista do New York Times Best Seller a sua citação, "Vestido bonito onde quer que vá;.. a vida é demasiado curto para se misturar", foi adicionado ao Dicionário Oxford de Citações em setembro de 2009. Hilton estava envolvido na criação de uma linha de perfumes pela Parlux Fragrances. Originalmente planejado para um pequeno lançamento, alta demanda levou a um aumento da disponibilidade de Dezembro de 2004. A sua introdução foi seguido por um aumento de 47 por cento nas vendas Parlux, principalmente do perfume Hilton-marca. Após este sucesso Parlux lançou vários perfumes com seu nome, incluindo fragrâncias para homens Hilton publicou seu segundo livro, O seu Heiress Diary: Confesse tudo para mim, em 2005; naquele ano ela apresentou outra fragrância, Just Me.
Após Hilton hospedado da NBC Saturday Night Live, em fevereiro de 2005, com Keane como convidado musical, ela recebeu seu primeiro papel principal, estrelando com Elisha Cuthbert e Chad Michael Murray no filme de terror House of filme Wax.The, exibido pela primeira vez no Festival de Cinema de Tribeca, inaugurado em Maio de 2005 para mistos reviews.In Ver Londres, Matthew Turner disse que Hilton "faz melhor do que você poderia esperar". Embora MTV pensou ela "realmente muito bom", TV Guide chamado Hilton "talento" papel. Her como Paige Edwards ganhou o Choice Award de Melhor grito adolescente e lhe rendeu uma indicação para a escolha Breakout performance - Feminino; ele também lhe rendeu o Razzie de 2005 para Pior Atriz Coadjuvante no Prêmio Framboesa de Ouro 2005. Hilton recebeu uma nomeação para Melhor Performance Assustada nos MTV Movie Awards 2006, E House of Wax arrecadou mais de US$ 70 milhões.
De maio a outubro de 2005, ela foi contratada para transporte herdeiro grego Paris Latsis. The Simple Life foi cancelada após três temporadas em 2005, após uma disputa entre Hilton e Richie. Hilton disse: "Não é nenhum segredo grande que Nicole e eu somos amigos há mais longas. Nicole sabe o que ela fez, e isso é tudo que eu nunca vou dizer sobre isso." Nem Richie nem Hilton falou publicamente sobre sua separação, embora fosse especularam que eles caíram fora depois Richie mostrou uma das fitas de sexo caseiro de Paris Hilton a um grupo de sua friends.They reconciliados em Outubro de 2006.
Em uma revelação inédita, Nicole Richie, contou ter usado heroína com Melissa Joan Hart, Lindsay Lohan, Paris e sua irmã Nicky Hilton, Amanda Bynes, Kate Moss e Nick Carter e possivelmente Britney Spears (apesar de não ter citado diretamente seu nome, ela disse que Britney e Melissa eram muito próximas nessa época) ainda em sua juventude. A revelação foi feita como parte do livro "Império – Uma viagem sem volta ao inferno das drogas", uma biografia escrita por Brandon Hurst (que também escreveu uma biografia de Lady Gaga em 2010), que será lançada em 2018.
Em 26 de junho de 2024, Hilton falou em um painel do Congresso americano que foi forçada a tomar medicamentos e abusada sexualmente por funcionários na adolescência, enquanto estava em um colégio interno. Ela deu depoimento ao Congresso americano para pedir mais proteção aos adolescentes em instalações juvenis.

### Música

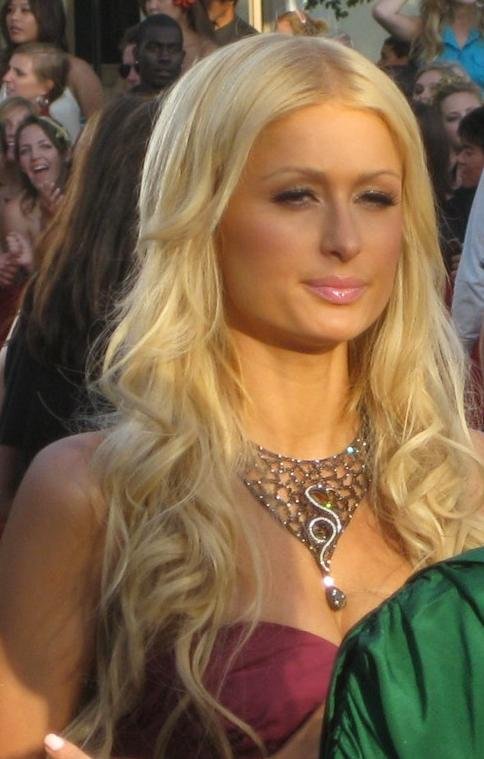
Hilton em 2008 no MTV Video Music Awards.

Em 2004 Hilton fundou sua própria gravadora, a Heiress Records, uma sub gravadora da Bang Bros. Records, e em 22 de Agosto de 2006 lançou seu álbum Paris sob aquela gravadora. O álbum alcançou a 4ª posição na parada de álbuns do Canadá, e a 6ª posição na parada de álbuns americana Billboard 200 e na parada mundial, o álbum ganhou notoriedade graças ao single "Stars Are Blind", e vendeu pouco mais de 2,5 milhões de cópias ao redor do mundo. No geral, as críticas foram divididas. Em julho de 2007, Hilton confirmou estar trabalhando em um novo álbum com o produtor Scott Storch. Paris Hilton pode não ser a melhor cantora de todos os tempos, mas sua forma de fazer música já atraiu a todos.
Em 8 de outubro de 2013 lançou o primeiro single de seu segundo álbum de estúdio Good Time com participação do rapper Lil Wayne. A música falhou nos chats e recebeu críticas negativas dos críticos de música e do público, criticando a falta de criatividade da letra a chamando de clichê e o uso exagerado do Auto-tune. Em 8 de julho de 2014 lança o segundo single do álbum, Come Alive que recebeu críticas bastante positivas dos críticos de música. O videoclipe da música dirigido por Hannah Lux Davis (Ela também dirigiu o videoclipe do seu single anterior Good Time) explora um mundo cor-de-rosa que seria o mundo em que Paris vive, foi comparado aos videoclipes Only Girl (In the World) da cantora Rihanna e California Gurls da cantora Katy Perry.
Em 2014, Paris Hilton ganhou o prêmio Best Female DJ de acordo com a audiência da rádio Francesa NRJ, o NRJ DJ Awards. A cerimônia foi realizada em Mônaco, na noite da Monaco Internacional Clubbing Show, e Hilton superando suas colegas e concorrentes Krewella, Niki Belucci e NERVO.
O lançamento do segundo de Hilton, Infinite Icon, está previsto para 6 de setembro de 2024. Sia é a produtora executiva do álbum. O primeiro single do mesmo é "I'm Free", que conta a participação de Rina Sawayama e que se baseia em parte no êxito de 1997 "Free", de Ultra Naté.

### Compositora
Teve uma breve participação como compositora no seu segundo single, intitulado como "Turn It Up", do álbum Paris, lançado em 2006 pela gravadora Heiress Records  (gravadora própria de Paris Hilton), em associação com a Warner Music. Mesmo sem um videoclipe, o single chegou ao topo da tabela Hot Dance Club Play, da Billboard, em 2006.

### Escritora
Em 2004, Hilton lançou um livro autobiográfico, Confessions of an Heiress: A Tongue-in-Chic Peek behind the Pose, co-escrito por Rogério Alves, o livro contém várias páginas inteiras com fotos coloridas, e dá conselhos à garotas que querem ser como ela. Hilton ganhou US$ 100 000 com as vendas do livro. Alguns críticos comentaram que a escrita era amadora. Mesmo assim, o livro entrou na lista de bestsellers do The New York Times. Em 2005, Hilton lançou um diário personalizado, também em parceria com Ginsberg, Your Heiress Diary: Confess It All to Me.

### Empresária

#### Paris Hilton Entertainment e Paris Hilton Enterprises.
Paris Hilton Entertainment e Paris Hilton Enterprises, ambas localizadas em Beverly Hills, foram fundadas em 2006 para administrar a carreira de Hilton como atriz, cantora, modelo e autora; administrar licenças, os produtos e as marcas que envolvem o nome da diva

##### Produtos e endossamentos
Hilton ajudou a criar uma coleção de malas para a marca japonesa Samantha Thavasa, assim como uma coleção de joias e relógios para a loja Amazon.com. Em 2004, Hilton esteve envolvida com a criação de sua própria linha de perfumes pela Parlux Fragrances. O lançamento de Paris Hilton resultou em um aumento de 47% das vendas de produtos da Parlux Fragrances, predominantemente por causa do perfume de Hilton. Após o sucesso da primeira fragrância de Hilton, ela lançou outras três fragrâncias, incluindo suas versões masculinas, Just Me, Heiress e Can Can. Em 2006, Hilton lançou em parceria com a Gameloft seu jogo de celular oficial, Paris Hilton's Diamond Quest. Em Agosto de 2007, Hilton lançou em parceria com a Hair Tech International, uma linha de extensões para cabelos chamada DreamCatchers; ainda em Agosto, ela lançou sua própria linha de roupas. Em Dezembro de 2007, Hilton foi para a Alemanha para lançar o champagne Rich Prosecco, que vem em lata ao invés de garrafa; Hilton chamou atenção da mídia por estar nua no anúncio da bebida. Em 2008, Hilton lançou sua linha de calçados.
Participou de um comercial na televisão brasileira para lançar uma nova marca de cerveja com um nome que lembraria a fama que lhe é atribuída ("devassa"). O comercial recebeu críticas de que seria sexista e desrespeitoso para com as mulheres, levando o Conar a suspender sua veiculação. A suspensão teve repercussão internacional e o vídeo do comercial transformou-se em hit na internet, com mais de 500 mil acessos e centenas de reproduções.

### Prisão e condenação
Em setembro de 2006, foi detida por dirigir embriagada e condenada a 45 dias na prisão. Em 2007, foi presa novamente, por violar a condicional.

## Livros
- 2004: Confessions of an Heiress: A Tongue-in-Chic Peek Behind the Pose
- 2005: Your Heiress Diary: Confess It All to Me

## Filmografia

### Cinema

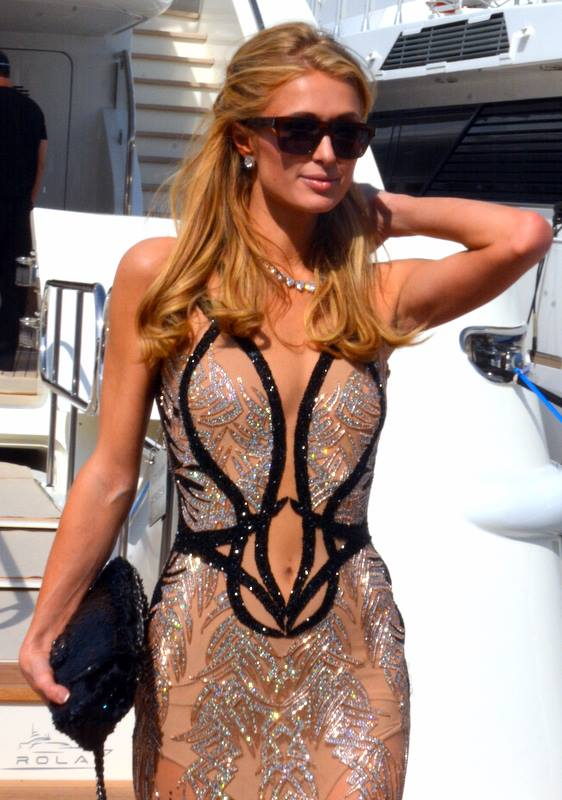
Hilton em 2016.

| Ano  | Filme                                | Personagem         | Notas           |
| ---- | ------------------------------------ | ------------------ | --------------- |
| 1992 | Wishman                              | Garota na praia    | Figurante       |
| 2000 | Sweetie Pie                          | Desconhecido       | Figurante       |
| 2001 | Zoolander                            | Ela mesma          | Figurante       |
| 2002 | Nove Vidas (2002)                    | Jo                 | Protagonista    |
| 2002 | QIK2JDG                              | Supermodelo        | Não creditado   |
| 2003 | L.A. Knights                         | Sadie              | Co-protagonista |
| 2003 | Wonderland                           | Barbie             | Figurante       |
| 2003 | The Cat in the Hat                   | Dançarina no Clube | Figurante       |
| 2004 | Win a Date with Tad Hamilton!        | Heather            | Participação    |
| 2004 | The Hillz                            | Heather Smith      | Protagonista    |
| 2004 | Raising Helen                        | Amber              | Participação    |
| 2004 | 1 Night in Paris                     | Ela mesma          | Filme pornô     |
| 2005 | House of Wax                         | Paige Edwards      | Co-protagonista |
| 2006 | Bottoms Up                           | Lisa Mancini       | Protagonista    |
| 2006 | National Lampoon's Pledge This!      | Victoria English   | Protagonista    |
| 2007 | Stories USA                          | Sadie              | Co-protagonista |
| 2008 | America the Beautiful                | Ela mesma          | Documentário    |
| 2008 | Paris, Not France                    | Ela mesma          | Documentário    |
| 2008 | The Hottie and the Nottie            | Cristabel Abbott   | Protagonista    |
| 2008 | Repo! The Genetic Opera              | Amber Sweet        | Co-protagonista |
| 2008 | An American Carol                    | Ela mesma          | Participação    |
| 2010 | Teenage Paparazzo                    | Ela mesma          | Documentário    |
| 2010 | The Dog Who Saved Christmas Vacation | Bella              | Filme para TV   |
| 2013 | The Bling Ring                       | Ela mesma          | Participação    |
| 2015 | Jeremy Scott: The People's Designer  | Ela mesma          | Documentário    |
| 2017 | And The Winner Isn't                 | Ela mesma          | Documentário    |
| 2018 | Sorry                                | Desconhecido       | Curta metragem  |
| 2018 | The American Meme                    | Ela mesma          | Documentário    |

### Televisão
| Ano       | Série                                | Personagem   | Nota                                                                   |
| --------- | ------------------------------------ | ------------ | ---------------------------------------------------------------------- |
| 2003–2007 | The Simple Life                      | Ela mesma    | Elenco regular                                                         |
| 2004      | Las Vegas                            | Madison      | Episódio: "Things That Go Jump in the Night" (1.14)                    |
| 2004      | George Lopez                         | Ashley       | Episódio: "Jason Tutors Max" (3.18)                                    |
| 2004      | The O.C.                             | Kate         | Episódio: The L.A. (1.22)                                              |
| 2004      | Veronica Mars                        | Caitlin Ford | Episódio: Credit Where Credit's Due (1.2)                              |
| 2005      | American Dreams                      | Barbara Eden | Episódio: "California Dreamin'" (3.15)                                 |
| 2008      | My Name Is Earl                      | Ela mesma    | Episódio: "I Won't Die with a Little Help from My Friends" (3.15)      |
| 2008–2009 | Paris Hilton's My New BFF            | Ela mesma    | Reality-show                                                           |
| 2009      | Paris Hilton's British Best Friend   | Ela mesma    | Reality-show                                                           |
| 2009      | Supernatural                         | Lesch        | Episódio: "Fallen Idols" (5.5)                                         |
| 2011      | Paris Hilton's Dubai BFF             | Ela mesma    | Reality-show / Filmado em 2009                                         |
| 2011      | The World According to Paris         | Ela mesma    | Reality                                                                |
| 2013      | Paradise Hotel                       | Ela mesma    | Versão dinamarquesa da série                                           |
| 2013      | The Real Housewives of Beverly Hills | Ela mesma    | Episódios: "Home Is Where the Art Is" (3.3), "Secrets Revealed" (3.22) |
| 2015      | The Real Housewives of Beverly Hills | Ela mesma    | Episódio: "The Party's Over" (5.19)                                    |
| 2015      | Ramez Wakel el-Gaw                   | Ela mesma    | Série de pegadinhas                                                    |
| 2018      | Hollywood Love Story                 | Ela mesma    | Série documental                                                       |
| 2021      | RuPaul's Drag Race                   | Ela mesma    | Convidada Especial                                                     |

## Discografia
Álbum:
- Paris (2006)

Singles:
- "Stars Are Blind" (2006)
- "Turn It Up" (2006)
- "Nothing in This World" (2006)
- "Good Time" (2013)
- "Come Alive" (2014)
- "High Off My Love" (2015)
- "I Need You" (2018)